# Phytocoris corticola
Phytocoris corticola är en insektsart som beskrevs av Stonedahl 1988. Phytocoris corticola ingår i släktet Phytocoris och familjen ängsskinnbaggar. Inga underarter finns listade i Catalogue of Life.